# Taliesin Jaffe
Taliesin Axelrod Jaffe (Los Ángeles, California, 19 de enero de 1977) es un actor, artista de voz, director de ADR y guionista estadounidense. Actuó en papeles de anime, como R.O.D the TV y Hellsing, y codirigió BECK: Mongolian Chop Squad junto a Christopher Bevins. Él, Amanda Winn-Lee y Jaxon Lee grabaron pistas de comentarios para el lanzamiento en DVD en inglés de dos películas clásicas de Neon Genesis Evangelion. Jaffe también ha escrito muchos artículos y ha hablado como profesor invitado en universidades y bibliotecas. Jaffe es un miembro principal del elenco de la serie de juegos de rol de mesa en línea Critical Role, interpretando a personajes principales en la primera, segunda y tercera campaña y ejecutando juegos únicos.

## Vida personal
Se declaró como bisexual en 2017. Es nieto del guionista George Axelrod, cuyos créditos incluyen películas como La tentación vive arriba, Desayuno con diamantes y The Manchurian Candidate, entre muchos otros.

## Filmografía

### Live-Action
| Año           | Serie                       | Papel | Notas                                                              | Fuente |
| ------------- | --------------------------- | --- | ------------------------------------------------------------------ | ------ |
| 1983          | Mr. Mom                     | Kenny Butler |                                                                    | [ 1 ]  |
| 1984          | 2010                        | Christopher Floyd |                                                                    |        |
| 1984          | Hospital St. Eligius        | Jimmy Hassett |                                                                    |        |
| 1984          | Los hechos de la vida       | Danny Slater | Episodio "Next Door", fecha de emisión original 4 de enero de 1984 |        |
| 1985          | Hail to the Chief           | Willy Mansfield |                                                                    |        |
| 1985          | Los exploradores            | Ludwig Müller |                                                                    |        |
| 1986          | Cuentos asombrosos          | Mark, Scott |                                                                    |        |
| 1986          | Child's Cry                 | Eric Townsend | Película de televisión                                             |        |
| 1987          | Convicted: A Mother's Story | Grant | Película de televisión                                             |        |
| 1987-1989     | She's the Sheriff           | Kenny Granger |                                                                    |        |
| 2015-presente | Critical Role               | Percival "Percy" Fredrickstein von Musel Klossowski de Rolo III (campaña 1), Mollymauk Tealeaf (campaña 2), Caduceus Clay (campaña 2), Ashton Greymoore (campaña 3) | Miembro del elenco                                                 | [ 4 ]  |
| 2018          | House of Demons             | Dave |                                                                    |        |

### Videojuegos
| Año       | Serie                                            | Papel                                                           | Notas                      | Fuente |
| --------- | ------------------------------------------------ | --------------------------------------------------------------- | -------------------------- | ------ |
| 2006      | Valkyrie Profile 2: Silmeria                     | Rufus, Gyne                                                     | Sin acreditar              |        |
| 2008      | Infinite Undiscovery                             | Eugene                                                          | Sin acreditar              |        |
| 2008      | Mortal Kombat vs. DC Universe                    | The Flash, Guardia de seguridad                                 |                            |        |
| 2008      | World of Warcraft: Wrath of the Lich King        | Highlord Darion Mograine, Devorador de almas                    |                            | [ 1 ]  |
| 2009      | Final Fantasy IV                                 | Edge                                                            | Sin acreditar              | [ 1 ]  |
| 2009      | Street Fighter IV y actualizaciones relacionadas | Blanka, Adon                                                    |                            | [ 1 ]  |
| 2009      | Zero Escape: The Nonary Games                    | Serpiente                                                       |                            |        |
| 2010      | World of Warcraft: Cataclysm                     | Almirante Ripsnarl                                              |                            |        |
| 2012      | Street Fighter X Tekken                          | Blanka                                                          |                            | [ 1 ]  |
| 2013-2015 | Final Fantasy XIV: A Realm Reborn                | Thancred                                                        |                            |        |
| 2013      | Grand Theft Auto V                               | La población local                                              |                            |        |
| 2015      | Fallout 4                                        | Voz robot masculina                                             | Automatron DLC             | Tuit   |
| 2015      | Lego Jurassic World                              |                                                                 |                            |        |
| 2015      | Pillars of Eternity: The White March             | Voces Adicionales                                               |                            |        |
| 2015      | Xenoblade Chronicles X                           | Voces Adicionales                                               |                            |        |
| 2016      | Final Fantasy XV                                 | Voces Adicionales                                               |                            |        |
| 2016      | Lego Star Wars: The Force Awakens                | Voces Adicionales                                               |                            |        |
| 2016      | Street Fighter V: Arcade Edition                 | Blanka                                                          |                            | [ 1 ]  |
| 2016      | World of Warcraft: Legion                        | Alto señor Darion Mograine                                      |                            | [ 1 ]  |
| 2017      | The Elder Scrolls Online: Morrowind              | Voces Adicionales                                               |                            |        |
| 2017      | Fire Emblem Heroes                               | Bruno, Cain, Navarre                                            | Acreditado como T. Axelrod |        |
| 2017      | Hearthstone                                      | Alto señor Darion Mograine                                      |                            |        |
| 2017      | Injustice 2                                      | The Flash                                                       |                            | Tuit   |
| 2018      | Lego DC Super-Villains                           | Simon Baz                                                       |                            |        |
| 2018      | Pillars of Eternity II: Deadfire                 | Eothas, Percival Fredrickstein Von Musel Klossowski de Rolo III |                            |        |
| 2018      | Red Dead Redemption 2                            | La población peatonal local                                     |                            |        |
| 2018      | Spider-Man                                       | Voces Adicionales                                               |                            |        |